# Open Software License
Die Open Software License (OSL) ist eine Open-Source-Lizenz, die von Lawrence Rosen entwickelt wurde. Die Open Source Initiative (OSI) hat die Lizenz als gültige Open-Source-Lizenz beglaubigt, jedoch wurde Version 1.1 später vom Debian-Projekt als inkompatibel mit den DFSG erklärt. Die OSL ist eine Copyleft-Lizenz mit einer Kündigungsklausel, die im Falle eines Patentrechtsstreits in Kraft tritt.
Viele Mitwirkende der Open-Source-Bewegung sind der Meinung, dass Patente der Software schaden, und besonders schädlich für Open-Source-Software sind. Die OSL versucht, dem entgegenzuwirken, indem eine Ansammlung von Programmen erstellt wird, die der Benutzer verwenden kann, sofern der Nutzer nicht versucht, dem zu schaden, indem ein Gerichtsprozess wegen Patentverletzung angestrebt wird.

## Schlüsselfunktionen

### Kündigungsklausel bei Rechtsstreit wegen Patentverletzung
Die OSL hat eine Kündigungsklausel, die verhindern soll, dass Benutzer Prozesse wegen Patentverletzung anstreben:

“10) Termination for Patent Action. This License shall terminate automatically and You may no longer exercise any of the rights granted to You by this License as of the date You commence an action, including a cross-claim or counterclaim, against Licensor or any licensee alleging that the Original Work infringes a patent. This termination provision shall not apply for an action alleging patent infringement by combinations of the Original Work with other software or hardware.”

### Wahrung der Herkunft
Ein weiteres Ziel der OSL ist es, deren Herkunft zu wahren.

“7) Warranty of Provenance and Disclaimer of Warranty. Licensor warrants that the copyright in and to the Original Work and the patent rights granted herein by Licensor are owned by the Licensor or are sublicensed to You under the terms of this License with the permission of the contributor(s) of those copyrights and patent rights.”

## Vergleich mit LGPL/GPL
Die OSL ist beabsichtigterweise ähnlich zu der LGPL. Beachten sollte man, dass die Definition von Abgeleiteten Werken in der OSL das Linken zu OSL-Software oder -Bibliotheken nicht mit einschließt, weshalb Software, die OSL-Software linkt, nicht Bestandteil der OSL-Lizenz ist.
Die OSL ist inkompatibel mit der GPL. Es wird behauptet, die OSL beabsichtigt, rechtlich stärker zu sein als die GPL, allerdings wurde die OSL, anders als die GPL, niemals vor Gericht getestet und ist nicht sehr weit verbreitet.

### Einschränkung der Lizenz
Die Einschränkung in Abschnitt 9 der Lizenz lautet:

“If You distribute or communicate copies of the Original Work or a Derivative Work, You must make a reasonable effort under the circumstances to obtain the express assent of recipients to the terms of this License.”

Bei der Analyse der OS-Lizenz sagt die Free Software Foundation, dass "diese Einschränkung bedeutet, dass eine Weiterverbreitung von OSL-Software auf regulären FTP-Seiten, das Einsenden von Patches an reguläre Mailinglisten oder das Speichern der Software in einem Versionskontrollsystem eine Verletzung der Richtlinien der Lizenz sein kann und somit den Übertreter zu einer möglichen Beendigung der Lizenz aussetzen kann. Daher macht es die OSL schwierig, Software mit den häufig genutzten Werkzeugen der Entwicklung freier Software zu entwickeln."

### Verbreitung
Sofern sich die Behauptung der FSF als wahr herausstellt, betrifft der Hauptunterschied zwischen der GPL und der OSL die möglichen Einschränkungen der Weiterverbreitung. Beide Lizenzen verhängen relative Wechselseitigkeit, welche Erstellern von Erweiterungen der Software unter der Lizenz auferlegt, diese unter derselben Lizenz wie das Originalwerk zu veröffentlichen.

### Kündigungsklausel bei Patent-Rechtsstreit
Die Kündigungsklausel aufgrund von Patentverletzung, welche oben beschrieben wurde, ist ein weiterer signifikanter Unterschied zwischen der OSL und der GPL.

## Weitere Bestimmungen
- Abgeleitete Werke müssen unter derselben Lizenz weitergegeben werden. (§1c)
- Den unter der Lizenz verbreiteten Werken muss der Quellcode beiliegen oder der Zugriff auf den Quellcode muss anderweitig ermöglicht werden (§3)
- Hinsichtlich der Berechnung von Kosten für Programme unter der Lizenz gibt es keine Einschränkungen, jedoch muss der Quellcode zu vertretbaren Kosten beigefügt oder verfügbar gemacht werden (§3)
- Unter der Lizenz stehenden Werken, die verbreitet werden, muss eine wortgetreue Kopie der Lizenz beilegen (§16)
- Die Verbreitung setzt (erwähnt jedoch nirgends explizit) eine gebührenfreie Lizenz für alle Patente, die die Software beinhaltet, voraus (§2)

## Spätere Versionen
Es ist optional, jedoch verbreitet, dass der Copyright-Inhaber den Verbreitungsbestimmungen der Lizenz ein „oder einer späteren Version“ hinzufügt, um die Verbreitung unter zukünftigen Versionen der Lizenz zu regeln. Dieser Begriff wird nicht direkt in der OSL erwähnt. Dies würde jedoch nicht in Übereinstimmung mit Abschnitt 16 stehen, welcher eine wortgetreue Kopie der Lizenz voraussetzt.

## Offene Software, die unter der OSL steht
- ClearCanvas, Enterprise-ready DICOM Viewer and RIS/PACS.
- NUnitLite, a lightweight version of NUnit
- Magento, eine eCommerce-Webanwendung
- PrestaShop, eine eCommerce-Webanwendung
- Mulgara, ein in Java geschriebener Triplestore.
- Sparse, ein Werkzeug zur Analyse statischen Codes, entwickelt für den Linux-Kernel.